# 原田凍谷
原田 凍谷（はらだ とうこく、1962年 - ）は、愛知県出身の日本の書道家である。
ブラッシュ アート ショウの代表同人を務め、新しい表現幅を広げようとレンジ オブ ブラッシュの目標を掲げている。
近年、毎日書道展の企画委員や中日書道展の理事に就任するなど、活動範囲を広げている。2018年より毎日書道会 改革委員に就任。2024年より毎日書道会　特別改革委員に就任。
顔真卿の書法について、2003年  墨    160号「顔真卿を極める」に先行鋒を使って解説。先行鋒と従行鋒はこの記事の為にこの時に原田凍谷が造語。書法はこの二つに潮流が二分することを解明することにより、はっきりとした流れが説明できるとしている。2021年2月に顔真卿の書法（書芸文化新社）を発行。2024年3月「楷書の魅力」（書芸文化新社）より出版、楷書ができる過程の筆鋒の変遷、確立された筆鋒により造形に傾注した楷書の文字造形等を明確な表現で書いている。
2023年4月より中部大学  人間力創成教育院  教授になり、書道史・書法史の研究を行っている。2024年4月より　一般財団法人　毎日書道会　評議員に就任する。

## 略歴
- 1962年 愛知県春日井市に生まれる
- 1986年 高崎市立高崎経済大学経営学部経営学科卒業
- 1986年 愛知県立春日井工業高等学校 芸術科書道非常勤

講師 以後現在まで 
- 1990年 中日文化センター講師 以後現在まで
- 1991年 ベルギーヘント大学日本語学科書道講師
- 1996年 第48回毎日書道展 会員賞受賞 審査会員となる
- 1996年 第46回中日書道展 準大賞受賞 2科審査会員となる
- 1996年 毎日文化センター講師
- 2000年 道風展審査会員となる
- 2002年 書道研究団体 登絖社設立
- 2004年 書道研究誌 「伝(DEN)」発刊 現在まで刊行中
- 2005年 第55回中日書道展 記念賞受賞 1科審査会員となる
- 2006年 中部大学 総合芸術論 講師となる。
- 2013年 毎日書道展 企画委員となる
- 2015年 中部日本書道会理事に就任
- 2018年 毎日書道会 改革委員に就任する
- 2020年 中部大学 人間力創成総合教育センター  准教授に就任
- 2021年 顔真卿の書法 技法と表現 （書芸文化新社）出版
- 2021年 原田凍谷個展「書の自然観」（セントラルミュージアム銀座）開催
- 2022年 中部大学 人間力創成教育院 准教授
- 2022年 毎日書道顕彰 芸術部門 受賞
- 2022年 作品集「書の自然観」を製作
- 2023年 中部大学人間力創成教育院 教授
- 2024年 令和6年度愛知家芸術文化選奨文化賞受賞

```
       一般財団法人毎日書道会　評議員就任　　
```

## 展覧会
- 1986年 中国昆明展
- 1989年 日本現代書芸術シンガポール展
- 1996年～2011年 BRUSH ART SHOW 代表同人出品
- 2000年～2011年 日本蘭亭書法交流会 招待出品
- 2002年 毎日書道展 北京展
- 2003年 現代日本の書 代表作家ベトナム展
- 2005年 アメリカユタ大学席上揮毫
- 2005年 ソウル書芸ビエンナーレ
- 2006年 韓中日現代書20人展
- 2006年 日本現代書ロシアを巡る書展
- 2006年 ロシア エカテリンブルク・サマーラで書道講義・デモンストレーション
- 2007年～ ヨーロッパを巡る書展 出展(日本代表)
- 2007年 「はなればなれ」展 写真家・加藤慎一とのコラボレーション
- 2008年 毎日書道展 名古屋栄オアシス21 「オアシスの風」 企画運営
- 2008年 「ASHES TO ASHES」 写真家・加藤慎一とのコラボレーション レクサス展
- 2008年 毎日書道展 ブラジル展
- 2008年 「Turn & Face the Strain」 ウエスティン 名古屋キャッスルホテル 写真家・加藤慎一とのコラボレーション
- 2008年　「陶とかりぐらふ展」ノリタケギャラリー
- 2010年　個展「帰命」名古屋・栄　丸栄美術画廊
- 2011年　釜山ビエンナーレ　出品
- 2011年　ソウル・「墨家」現代書展　審査担当
- 2021年　原田凍谷個展「書の自然観」（セントラルミュージアム銀座）開催 
年

## 現在の役職
- 登絖社 会長
- 中部大学人間力創成教育院　教授
- 毎日書道展 改革委員・審査会員
- 中日書道展 理事・審査会員
- BRUSH ART SHOW 代表同人
- 道風展 審査会員
- 春日井市民展 審査会員
- 日本詩文書作家協会 理事
- 高野山書道協会 理事
- 書道研究雑誌 「伝 DEN」 主幹
- 中日文化センター講師
- 名鉄カルチャーセンター名駅講師
- 春日井市アートフルマイタウン 講師